# A-law алгоритам
A-law је стандардни алгоритам састављања, коришћен у европским 8-битним PCM системима за дигиталну комуникацију, за модификацију тј. оптимизацију динамичког опсега аналогног сигнала који се дигитализује. Има две верзије. Једна је G.711 стандард за ITU-T, а друга је слична µ-law алгоритму, коришћена у Северној Америци и Јапану.
За свако унето x, једначина за израчунавање A-law-а је:
{\displaystyle F(x)=\operatorname {sgn}(x){\begin{cases}{A|x| \over 1+\log(A)},&|x|<{1 \over A}\\{\frac {1+\log(A|x|)}{1+\log(A)}},&{1 \over A}\leq |x|\leq 1,\end{cases}}}
где је А параметар компресије. У Европи, {\displaystyle A=87.6}. 
За експанзију A-law-а је дата помоћу инверзне функције:
{\displaystyle F^{-1}(y)=\operatorname {sgn}(y){\begin{cases}{|y|(1+\ln(A)) \over A},&|y|<{1 \over 1+\ln(A)}\\{\exp(|y|(1+\ln(A))-1) \over A},&{1 \over 1+\ln(A)}\leq |y|<1.\end{cases}}}
Разлог за ову врсту кодирања је због широк динамички опсег говора не погодује ефикаснијем линеарном кодирању. A-law кодирање ефективно смањује динамички опсег сигнала, чиме се повећава кодирајућа ефикасност и резултира сигнал-дисторзије размере који је супериоран у односу који је добијен линеарном кодирањем датих број битова.

## Поређење са μ-law
μ-law алгоритам омогућава већи динамички опсег од A-law алгоритма, по цени горе пропорционалне дисторзије за мале сигнале. По конекцији се користи A-law само ако га барем једна држава користи.